# Ceratinopsis munda
Ceratinopsis munda är en spindelart som först beskrevs av O. Pickard-Cambridge 1896.  Ceratinopsis munda ingår i släktet Ceratinopsis och familjen täckvävarspindlar.
Artens utbredningsområde är Guatemala. Inga underarter finns listade i Catalogue of Life.